# Erythrolamprus aesculapii
Espèce
Synonymes
- Coluber aesculapii Linnaeus, 1758
- Coluber agilis Linnaeus, 1758
- Coluber nigrofasciatus Lacépède, 1789
- Coluber atrocinctus Daudin, 1803
- Coluber venustissimus Wied-Neuwied, 1821
- Coluber binatus Lichtenstein, 1823
- Erythrolamprus milberti
Duméril, Bibron & Duméril 1854
- Erythrolamprus intricatus
Duméril, Bibron & Duméril 1854
- Erythrolamprus bauperthuisii
Duméril, Bibron & Duméril 1854
- Coluber albostulatus Cope, 1860
- Erythrolamprus aesculapii dicranta Jan, 1863
- Erythrolamprus aesculapii confluentus Jan, 1863
- Erythrolamprus baileyi Roze, 1959

Erythrolamprus aesculapii  est une espèce de serpents de la famille des Dipsadidae.

## Répartition
Cette espèce se rencontre :
- au Brésil ;
- en Guyane ;
- au Venezuela ;
- a la Trinité ;
- en Colombie ;
- en Équateur ;
- au Pérou ;
- en Bolivie ;
- en Argentine dans la province de Misiones.

## Liste des sous-espèces
Selon The Reptile Database (5 août 2013) :
- Erythrolamprus aesculapii aesculapii (Linnaeus, 1758)
- Erythrolamprus aesculapii monozona Jan, 1863
- Erythrolamprus aesculapii tetrazona Jan, 1863
- Erythrolamprus aesculapii venustissimus (Wied-Neuwied, 1821)

## Publications originales
- Jan, 1863 : Enumerazione sistematica degli ofidi appartenenti al gruppo Coronellidae. Archivio per la zoologia, l'anatomia e la fisiologia, vol. 2, no 2, p. 213-330 (texte intégral).
- Linnaeus, 1758 : Systema naturae per regna tria naturae, secundum classes, ordines, genera, species, cum characteribus, differentiis, synonymis, locis, ed. 10 (texte intégral).
- Wied-Neuwied, 1821 : Reise nach Brasilien in den Jahren 1815 bis 1817, vol. 2, Frankfurt am Main.